# 642 Batalion Wschodni
642 Batalion Wschodni (niem. Ost-Bataillon 642, ros. 642-й восточный батальон) – oddział wojskowy Wehrmachtu złożony z Rosjan podczas II wojny światowej.
Batalion został sformowany 15 stycznia 1943 r. na okupowanej Białorusi na bazie 5 Kompanii Wschodniej 582 Batalionu Ochronnego i 642 Wschodniej Kompanii Sztabowej Batalionu "Hopfgartern". Batalion miał cztery kompanie. Był podporządkowany niemieckiej 4 Armii Grupy Armii "Środek". Pod koniec października 1943 r. przeniesiono go do okupowanej północnej Francji. Wszedł w skład 7 Armii. Dowództwo objął kpt. Heinz Plate. Stacjonował w miasteczku Beauregard na północny wschód od Caen. W poł. kwietnia 1944 r. stał się IV Batalionem 736 Pułku Grenadierów 338 Dywizji Piechoty. W maju tego roku rozmieszczono go na wybrzeżu Normandii. W czerwcu brał udział w walkach obronnych z inwazyjnymi wojskami alianckimi, ponosząc bardzo duże straty. Resztki batalionu zdołały wycofać się do Alzacji, gdzie zostały podporządkowane 716 Dywizji Piechoty. Po jej zniszczeniu w październiku przekształcono je w Russische Bataillon 642. Na pocz. 1945 r. oddział przybył na poligon wojskowy Heuberg, gdzie wszedł w skład nowo formowanej 2 Dywizji Piechoty Sił Zbrojnych Komitetu Wyzwolenia Narodów Rosji.